# 12577 Samra
12577 Samra este un asteroid din centura principală de asteroizi.

## Descriere
12577 Samra este un asteroid din centura principală de asteroizi. A fost descoperit pe 7 septembrie 1999 la Socorro, New Mexico, în cadrul proiectului LINEAR. Asteroidul prezintă o orbită caracterizată de o semiaxă mare de 2,75 ua, o excentricitate de 0,09 și o înclinație de 4,4° în raport cu ecliptica.